# Conversion hydrothermale
Pour les articles homonymes, voir Conversion.
Ne doit pas être confondu avec Conversion chimique, Conversion profonde ou Synthèse hydrothermale.
Une conversion hydrothermale, ou procédé hydrothermal (en anglais : hydrothermal proccessing, HTP), est un procédé industriel de nature physico-chimique qui consiste à transformer, grâce à une pyrolyse hydraulique, de la biomasse en matériaux combustibles, en particulier des biocarburants.
Les matériaux combustibles issus de cette transformation sont produits sous forme solide (biochars), liquide (huile pyrolytique) et gazeuse (gaz de synthèse) selon la température et la pression exercées sur la biomasse au cours du processus. L'obtention de biochars est réalisée par carbonisation hydrothermale, celle d'huile pyrolique par liquéfaction hydrothermale et celle du gaz de synthèse par gazéification hydrothermale.

## Tableau de synthèse

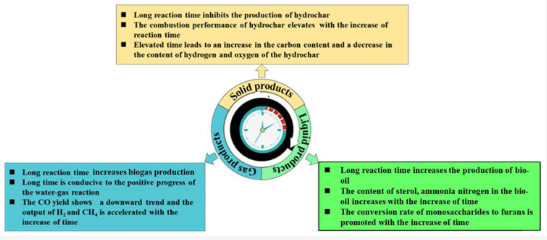
Schéma indiquant les effets de la vitesse de réaction lors d'une conversion hydrothermale.

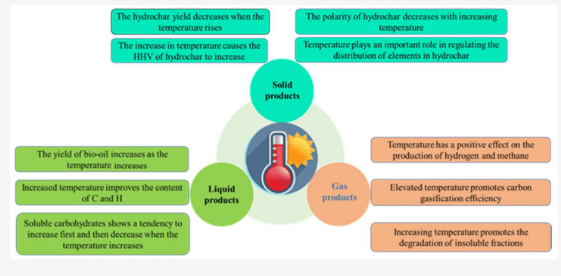
Schéma indiquant les effets de la température lors d'une conversion hydrothermale.

Les trois types de conversion hydrothermale selon les pressions et températures exercées :
|             | Carbonisation hydrothermale (HTC) | Liquéfaction hydrothermale (HTL) | Gazéification hydrothermale (HTG) |
| ----------- | --------------------------------- | -------------------------------- | --------------------------------- |
| Pression    | 10 à 50 bar                       | 50 à 210 bar                     | 210 à 350 bar                     |
| Température | 180 à 280 °C                      | 280 à 375 °C                     | > 350 °C                          |

## Histoire

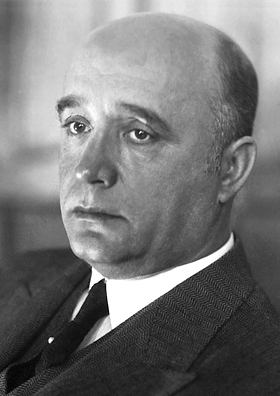
Rudolf Bergius.

Dans les années 1880 à 1900, la « cuisson » à haute température et sous pression de matières organiques dans de l'eau attire l'attention de chimistes. Cette méthode de « dégradation hydrothermique » de molécules et de tissus organiques permet en effet de synthétiser des molécules et polymères intéressants pour la chimie et au profit de la production de combustibles liquides et, ou gazeux,.
En 1913, Friedrich Karl Rudolf Bergius, chimiste allemand qui recevra le prix Nobel de chimie en 1931 avec Carl Bosch, imagine un procédé pour transformer le bois en charbon. Il n'y parvient pas, mais il développera ainsi la « chimie à haute pression ».
Dans les années 1920, un protocole expérimentale qui met en jeu de la biomasse associée à de l'eau chauffée eau chaude et des catalyseurs alcalins afin produire de l'huile est introduit,. En 1939, le brevet américain no 2,177,557 décrit un procédé se réalisant en deux étapes,. La première étape consiste à porter à des températures comprises entre 220 et 360 °C et à soumettre à une pression « supérieure à celle de la vapeur saturée à la température utilisée » un soluté composé d'eau, de copeaux de bois et d'hydroxyde de calcium,. Cette première phase permet de produire des « huiles et des alcools », lesquels sont ensuite séparés puis recueillis dans des béchers,. Dans la seconde étape, le soluté fait l'objet d'une « distillation sèche », processus qui permet d'obtenir des « huiles et des cétones », produits également séparés puis collectés au sein de béchers,. Les paramètres de contraintes thermodynamiques de cette seconde phase n'ont pas été communiqués dans l'énoncé du brevet,.
Ces procédés ont été à la base des techniques de liquéfaction hydrothermale ultérieures ayant suscité l'intérêt de la recherche scientifique, en particulier pendant l'embargo pétrolier des années 1970. C'est à cette époque qu'un procédé de liquéfaction à haute pression hydrothermique est développé au Pittsburgh Energy Research Center (PERC) et plus tard produit, à hauteur de 100 kg/h, au centre expérimental de liquéfaction hydrothermale de biomasse d'Albany, dans l'Oregon, États-Unis, et qu'une nouvelle technique, brevetée, est appliquée au HTL afin d'en accélérer sa vitesse de réaction. Cette variante du procédé de liquéfaction hydrothermale classique est dite « pyrolyse rapide » ou « pyrolyse flash ». Concomitamment, en 1982, aux Pays-Bas, Shell Oil développe de son côté le procédé « HTU ».
À partir de la fin du XXe siècle, la recherche s'intéresse à nouveau au procédé de carbonisation hydrothermale et aux produits solides (hydrochar) obtenus, lesquels peuvent trouver diverses applications à valeur ajoutée dans les domaines de l'environnement, de la santé et de l'industrie.
Au XIXe siècle, en Europe, les Pays-Bas se dotent d'un programme production de gaz renouvelables par procédé de gazéification hydrothermale avec la construction d'un premier prototype de convertisseur d'une puissance de 20 MW, conçu par la firme SCW Systems en 2022, et qui permet le traitement de 16 tonnes/h d'intrant ; ce programme néerlandais ayant pour objectif de parvenir à produire 11 TWh/an, couvrant 57 % de la consommation totale de gaz renouvelables du pays, à l'horizon 2030,,,. En parallèle, trois autres pays européens se lancent dans des programmes de création de filière de gazéification hydrothermale : la Suisse, qui a mis en œuvre à l'Institut Paul Scherrer un démonstrateur capable de traiter 110 kg/h de biomasse, l'Espagne et la France. Dans ce dernier pays, le premier démonstrateur, ayant coûté 15 millions d' €, est mis en œuvre à Saint-Nazaire avec une mise en service fixée pour 2024/2025. Une production annuelle d'1 TWh est initialement programmée à partir de 2030,,, mais le livre blanc publié par la suite affiche des objectifs plus ambitieux avec 2 TWh en 2030 et 50 TWh à l'horizon 2050.
Le potentiel estimé de traitement par gazéification hydrothermale en France à l'horizon 2050 est de 100 millions de tonnes d’effluents liquides sur les 340 millions produits annuellement dans le pays, qui produiraient à cette date entre 58 et 138 TWh d'énergie, la consommation totale prévue étant alors comprise selon les scénarios entre 280 et 360 TWh. Dans ce cadre, GRTgaz crée en mars 2021, lors du salon Bio360 de Nantes, le Groupe de Travail national Gazéification Hydrothermale (GTGH) associant une cinquantaine d'entreprises, principalement des secteurs du bâtiment, de l'énergie et de l'agro-alimentaire, afin de proposer des solutions techniques permettant une mise en œuvre efficace du procédé,.
Dans le contexte de l'invasion russe de l'Ukraine, plusieurs entreprises s'investissent dans la filière de production de gaz renouvelables par conversion HTG afin de devenir moins dépendantes du gaz russe.

## Carbonisation hydrothermale

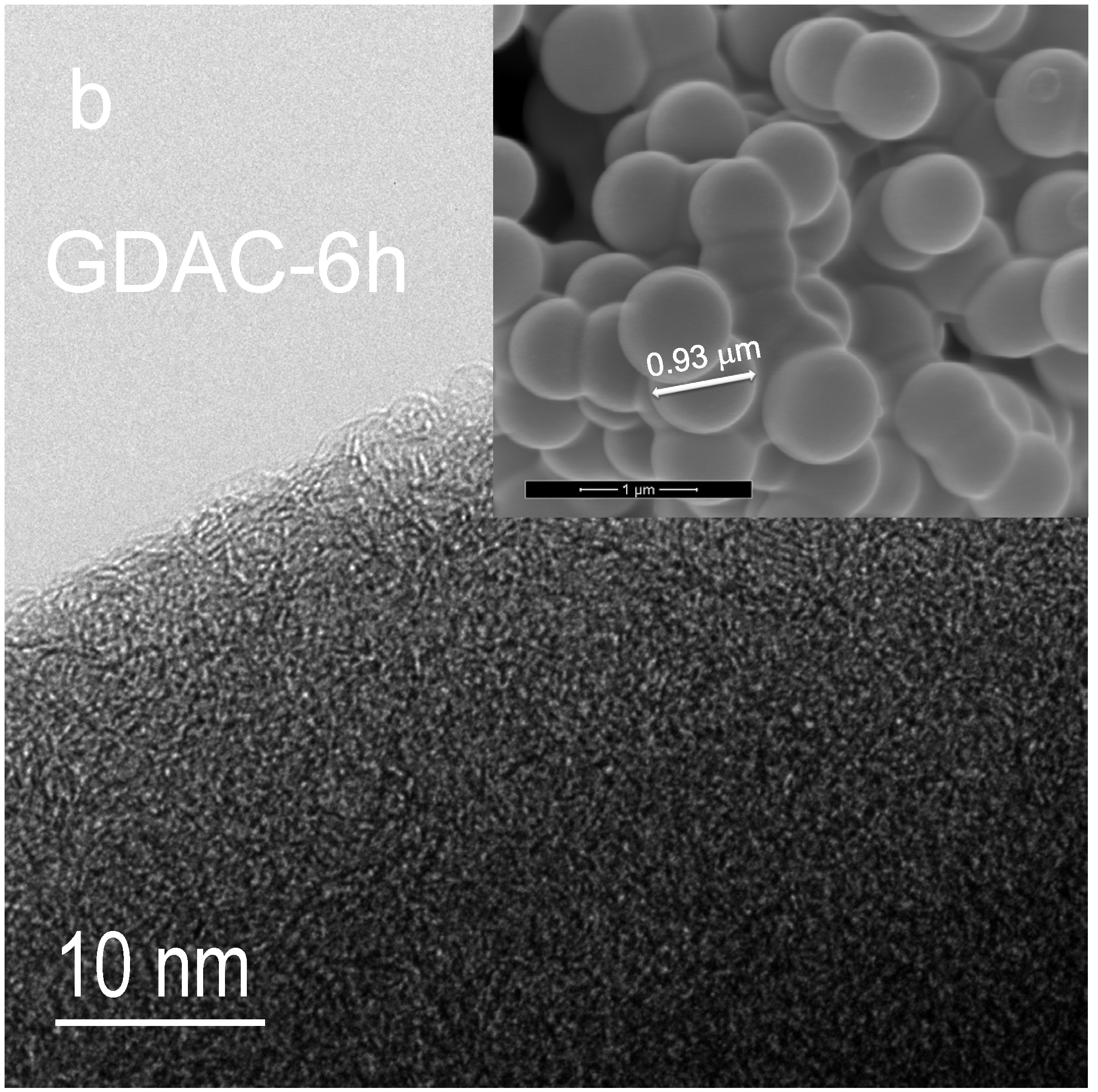
Nanobilles de carbone issu de 6 heures de carbonisation hydrothermale de glucose (images produite par l'université de Tartu).

La carbonisation hydrothermale (carbonisation aqueuse à température et pression élevées ; en anglais, hydrothermal carbonization ou HTC) permet de transformer de la biomasse (déchet ou non) en un produit dit « biocharbon » (ou plus précisément « hydrocharbon » ou « hydrochar ») via un processus thermochimique entretenu dans des conditions anoxiques (sans contact avec l'air, grâce à l'eau utilisée comme milieu de réaction). Ce processus imite techniquement et en quelques heures la formation de charbon brun (« coalification ») qui dans la nature se déroule sur 50 000 ans à 50 millions d'années.
Ce biocharbon est présenté comme neutre en carbone. Il peut servir de combustible et être produit par une bioraffinerie. Comme pour le biochar issu de pyrolyse sèche, certains espèrent pouvoir produire un hydrochar aux vertus proches de la terra preta amazonienne. Il peut aussi être utilisé pour produire divers types de carbones nanostructurés, un substitut au charbon brun, du gaz de synthèse, des précurseurs de carburants.
Selon la littérature scientifique et technique disponible en 2015 sur le sujet, l'hydrochar diffère nettement du biochar (obtenu lui par pyrolyse lente en voie sèche), et lui semble en plusieurs points supérieur. Outre sa neutralité carbone, il contiendrait notamment un peu moins de métaux alcalins et alcalino-terreux et de métaux lourds, et il chaufferait plus que le biochar dans de mêmes conditions.
Une hypothèse encore à confirmer pour le moyen et long terme est qu'il pourrait aussi contribuer (comme amendement) à restaurer la teneur en matière organique et en humus des sols, et à améliorer la capacité de rétention de l'eau de sols sableux. Certains y voient aussi un moyen de (re)(re)stocker du carbone dans le sol ou d'en (re)faire un puits de carbone, tout en valorisant des déchets organiques et fournissant une énergie verte (non fossile).

### Vocabulaire, acronymes
Ce procédé est parfois aussi dénommé carbonisation hydrothermique, pyrolyse humide (wet pyrolysis), ou torréfaction humide (wet torrefaction). L'acronyme HTC est également souvent utilisé (pour Hydrothermal carbonization).

### Procédé
À une température élevée (entre 180 et 260 °C), et en autoclave sous pression (10 à 50 bar ; 2 à 6 MPa), durant un temps qui varie de 5 min  à 12 h selon les produits, la température et la pression, la biomasse perd spontanément son eau et se transforme en biocharbon via un procédé exothermique qui va s'auto-entretenir une fois initié (grâce à deux catalyseurs : l’acide citrique et un sel de fer).
La qualité et les propriétés du charbon obtenu varient selon la nature des matériaux introduits dans le réacteurs, mais aussi selon la température, la pression et le temps de chauffage.

#### Formule
Soit une température produite entre 180 à 220 °C, une pression allant de 10 à 15 bars et une durée de décomposition variant entre 4 à 12 heures, le processus de carbonisation hydrothermale du glucose est décrit par la formule suivante : 
{\displaystyle \mathrm {C_{6}H_{12}O_{6}} \quad \rightarrow \quad \mathrm {C_{6}H_{2}O} +\mathrm {5\ H_{2}O\qquad +\Delta H=\sim 950\ \mathrm {kJ/mol} } }

### Retours d'expérience
Le prototype industriel d’AVA-CO2 de Karlsruhe comprend une cuve de mixage de 5 m de haut ou la matière est préchauffée à environ 150 °C, un réacteur thermiquement isolé (14 m3, 220 °C, 22 bars de pression) et un réservoir tampon dit “Outlet buffer tank” qui stocke l'énergie excédentaire et le produit final. Le système peut fonctionner en continu. Toutes les cuves sont sous pression et reliées entre elles.
Deux produits finaux en sortent : un charbon obtenu après 12 h de chauffage, présenté comme neutre en carbone, stable et à forte densité d'énergie, facile à stocker et transporter ; et/ou un produit de type biochar, issu de 5 h de chauffage, utilisable comme amendement des sols agricoles.
Une autre expérience faite sur le marc de raisin (à 65 % de teneur en humidité) à des conditions de processus optimisées (1 h à 220 °C) l'énergie thermique et la consommation d'énergie étaient respectivement de 1 170 kWh et 160 kWh par tonne d'hydrochar produites, soit une efficacité de 78 % pour l'usine ; dans ce cas l'analyse technico-économique des coûts d'investissement et des coûts de production a conclu à un seuil de rentabilité respectivement de 157 €/t et 200 €/t ; des chiffres qui semblent indiquer que l'hydrochar est potentiellement un biocarburant compétitif, et qui plus est neutre en CO2.
L'hydrochar ainsi produit a capturé 100 % du carbone et peut être réduit en poudre, en pellet et utilisé comme biocarburant et, ou amendement du sol (similaire au biochar) et d'autres études sur la production économique des nanomatériaux.

### Inconvénients
Le processus et certains produits utilisés (lisiers, fumiers…) impliquent une installation industrielle complexe et sécurisée (haute température, haute pression), plus lourde et coûteuse que d'autres installations de valorisation énergétique de la biomasse.
Selon une étude publiée en 2012, les hydrochars comme les produits de pyrolyse à sec (biochar) peuvent améliorer la fertilité et qualité des sols, mais cependant pas à la manière d'un compost car au sortir du processus l'hydrochar est stérilisé. La fabrication de l'hydrochar est en soi dite neutre en carbone, mais à la différence des biochars qui diminuent dans les sols cultivés les émissions de N20 (un gaz à effet de serre déjà préoccupant pour l'agriculture) les hydrochars peuvent au contraire aggraver ces émissions.

### Avantages
Ce procédé valorise théoriquement tout le carbone de la biomasse, qui peut provenir de déchets organiques.

Le procédé lui-même ne dégage presque pas de CO2 et il est adapté à une large typologie de produits (bois, déchets verts purin, lisier, marc de raisin, cactus invasifs, déchets d'olives ou de palmiers à huile et autres déchets lignocellulosiques,, ou agroindustriels, compost de respectant pas les spécifications nécessaires, boues d'épuration, algues et résidus d'aquaculture…).

A la différence de la pyrolyse sèche, il accepte des matières à très hautes teneurs en eau jusqu'à 75 % – 90 %) sans avoir besoin d'un pré-séchage.
Le biocharbon obtenu peut être conditionné sous forme de pellets et se substituer à la houille et au lignite et être brûlé en chaudière. Le produit obtenu peut ensuite libérer toute l’énergie solaire antérieurement stocké sans la biomasse.
Il sera énergétiquement plus efficace que le bioéthanol (seulement 10 % de la canne à sucre est transformée en bioéthanol) ou le biogaz (qui au mieux valorise 50 % du carbone de la biomasse).

### Efficience et bilan énergétique
L'efficacité carbone de la plupart des processus de conversion de matière organique en carburant est faible, car lors de ce processus une part importante du carbone contenue dans la biomasse est perdue, et souvent sous forme de CO toxique, de CO2 ou de méthane qui sont des gaz à effet de serre.

La réaction exothermique permet un bon bilan énergétique et les catalyseurs sont efficaces même en cas de variations des matières utilisées.

Il n'est généralement pas nécessaire de consommer de l'énergie pour mettre sous pression le réacteur : c'est la vapeur produite par la réaction exothermique dans l'enceinte confinée qui va mettre le réacteur sous pression.
| Procédé                           | Efficacité carbone |
| --------------------------------- | ------------------ |
| Carbonisation hydrothermale       | 90 à 100 %         |
| Fermentation alcoolique           | 67 %               |
| Conversion anaérobie au biogaz    | 50 %               |
| Production de charbon de bois     | 30 %               |
| Production d'humus via compostage | de 5 % à 10 %      |

Remarque : le tableau ci-dessus est classé par rendement décroissants d'installation (mais les techniques les plus énergétiquement rentables demandent des installations plus couteuses, lourdes et complexes, et les agrocarburants de type alcool ou biodiesel ne peuvent être produits qu'à partir des parties grasses ou sucrées de certaines plantes. Si toutes les parties de plantes rustiques et à croissance rapides pouvait servir à la production de carburant (avec retour au sol des nutriments), le rendement énergétique de l'opération serait trois à cinq fois meilleur pour une même zone de culture (ex. : saule, peuplier, miscanthus, chanvre, roseaux ou sous-produits de l'agroforesterie).
Théoriquement, à condition de ne pas manquer d'eau la carbonisation hydrothermale permet d'utiliser des cultures énergétiques économes en énergie et ne nécessitant pas d'engrais ni pesticides, voire des plantes aquatiques invasives ou des plantes poussant sur sol pauvre.
Si le process lui-même est neutre en carbone, un juste bilan carbone doit néanmoins tenir compte de l'empreinte carbone de l'usine, des infrastructures, du transport, de la production de la biomasse utilisée, etc.

### Recherche
Des charbons activés ou des charbons technique présentant des caractéristiques particulières en termes de nanopores pourraient être utilisés pour :
- épurer l'eau polluée ou des sols de leurs métaux lourds[40] ou de pesticides ;
- la fabrication d'anodes par exemple pour des batteries lithium-ion[41],[42].

## Liquéfaction hydrothermale

### Définition et principe
La liquéfaction hydrothermale (HTL), également connue sous les termes de « pyrolyse hydratée »,, est un procédé de dépolymérisation thermique utilisé pour convertir, sous conditions de température modérée et de haute pression, de la biomasse humide et d'autres macromolécules en huile pyrolytique.

### Réactions chimiques
Lors d'un processus de liquéfaction hydrothermale, les molécules à longue chaîne carbonée de la biomasse sont, sous la contrainte thermique, cassées, cette dissociation permettant d'éliminer de l'oxygène sous forme de H2O (déshydratation) et de CO2 (décarboxylation),,. Ces réactions aboutissent à la production d'une bio-huile présentant un rapport {\displaystyle \mathrm {H} }{\displaystyle \mathrm {/} }{\displaystyle \mathrm {C} } élevé,,.
La réaction chimique se déroulant lors d'une liquéfaction hydrothermale implique généralement l'adjonction de catalyseurs homogènes et, ou hétérogènes afin d'améliorer la qualité des produits et les rendements. Le carbone et l'hydrogène contenus dans une matière organique, telle que la biomasse et la tourbe ou les charbons à faible teneur carbonée comme le lignite, sont thermochimiquement convertis en composés hydrophobes à faible viscosité et à haute solubilité. 

### Procédé et mise en œuvre
La plupart des applications de liquéfaction hydrothermale sont produites à l'aide de catalyseurs sous des températures comprises entre 250 et 550 °C, des pressions s'échelonnant entre de 5 à 25 MPa sur une durée allant de 20 min à 1 h,. Les contraintes thermiques employées durant le processus de conversion peuvent cependant être inférieures à 250 °C ou supérieures à 550 °C afin d'optimiser les rendements de combustibles liquides. À ces températures et pressions, l'eau présente dans la biomasse devient soit sous-critique, soit supercritique et agit, à l'instar des catalyseurs, comme un solvant réactif, facilitant ainsi la transformation de la biomasse en bio-huile,.
L'exactitude de la conversion de la biomasse en bio-huile dépend de plusieurs variables : les composants de la matière première et leurs structures moléculaires ; la température et vitesse de chauffe ; la pression ; le solvant ; le temps de séjour ; la nature des catalyseurs,.
Théoriquement, tout type de biomasse peut être converti en bio-huile par procédé de la liquéfaction hydrothermale, quelle que soit sa teneur en eau. Les types de biomasse ayant été expérimentalement transformés se présentent, entre autres, sous forme de résidus forestiers, agricoles et horticoles (substrats de champignons, plants de tomates), de boues d'épuration, de déchets de transformation alimentaire, tels que le fumier, ou encore des algues,,,,. La composition de la cellulose, de l'hémicellulose, des protéines et de la lignine contenues dans ces matières premières influence le rendement et la qualité de l'huile issue du processus,.

### Produits
L'huile pyrolytique issue d'une conversion par liquéfaction hydrothermale présente une densité énergétique élevée avec un pouvoir calorifique inférieur de 33,8 à 36,9 MJ/kg et de 5 à 20 % en poids d'oxygène et de produits chimiques renouvelables,.
Selon les conditions de traitement, le biocarburant produit peut être employé tel quel pour les moteurs lourds, y compris les moteurs de propulsion maritime et ferroviaire, ou transformé en carburants destinés aux moteurs diesel, à essence ou à réaction.

## Gazéification hydrothermale
La gazéification hydrothermale (gazéification aqueuse à température et pression élevées ; en anglais, hydrothermal gasification ou hydrothermal gasification of biomass) utilise l’eau contenue dans la biomasse dans son état supercritique comme milieu réactionnel pour produire un gaz de synthèse riche en méthane. Le gaz produit, sous haute pression en sortie du procédé, peut être soit injecté et stocké dans le réseau gazier, soit directement brûlé pour assurer une production de chaleur.
En plus du gaz produit, le procédé permet de récupérer des sels minéraux, de l’azote et de l’eau présents dans l’intrant, qui peuvent être exploités notamment pour produire des engrais.

### Principe
Le principe de la gazéification hydrothermale est l'utilisation de l’eau contenue dans la biomasse comme catalyseur sous une pression élevée (entre 210 et 350 bars) et à haute température (entre 360 et 700 °C).
L'intrant utilisé est une biomasse liquide. Ce peut être notamment du lisier, du fumier, un digestat issu d’unités de méthanisation, des boues d'épuration ou bien un effluent organique issu d’activités industrielles. Sous contrainte de température et de pression, les minéraux présents dans la biomasse liquide précipitent et sont extraits pour être réutilisés, notamment sous forme d'engrais. Dans une seconde phase, les molécules organiques sont craquées pour obtenir des gaz. Les gaz issus du procédé sont principalement du méthane, mais également du dihydrogène et du dioxyde de carbone,. En outre, cette opération permet la destruction de produits polluants et pathogènes (virus, bactéries, résidus médicamenteux), tout en préservant l’eau et les sels minéraux qui y sont contenus,.
La gazéification hydrothermale est un procédé endothermique. Les rendements de conversion les plus intéressants sont généralement obtenus à des conditions opératoires de température et de pression élevées, soit environ 600 °C et 300 bars. Toutefois, l'introduction de catalyseurs permet d'abaisser la température de réaction entre 400°C et 500°C, et autorise également une sélectivité plus grande des gaz issus de la réaction, notamment de choisir entre un mélange plus riche en dihydrogène ou en méthane. Le procédé permet également de récupérer des coproduits, en l'espèce de l'eau et des sels minéraux, notamment azote, phosphore et potassium, qui peuvent réutilisés en tant que fertilisants,.

### Mise en œuvre
La gazéification hydrothermale fonctionne en trois étapes. La première est la préparation de l'intrant, c'est-à-dire de la biomasse. La biomasse doit idéalement avoir un taux de matière sèche compris entre cinq et quarante pour cent.
La préparation comporte notamment une homogénéisation, un tamisage et un broyage, afin de rendre les réactions physico-chimiques plus efficaces. Après cette préparation, le mélange est peu à peu porté à une pression de 280  à   300 bars. L'état supercritique du fluide entraîne alors une précipitation gravitaire des sels minéraux (phosphore, potassium, calcium, etc.) qui peuvent être évacués à l'aide d'un dispositif approprié,.

### Efficience et bilan énergétique
Le taux de conversion du carbone envisagé est supérieur à 90 % ; la quantité de sous-produits indésirables, cendres et biochar, ainsi que de polluants atmosphériques, est relativement faible. Selon les premiers prototypes, la conversion est assez rapide et dans des modules de taille compacte : les premières estimations montrent qu'un équipement de surface au sol d’environ 250 m2 permet le traitement de trois tonnes par heure d'intrant.
Un des effets induits de cette technologie est qu'elle peut permettre la réutilisation des eaux traitées pour l'irrigation agricole ou urbaine sans traitement supplémentaire. Un autre atout très notable qui valorise cette technologie par rapport à la méthanisation est le temps de réaction, d'une trentaine de minutes contre vingt à trente jours pour les procédés utilisant des bactéries.